# 皇后剧院 (伦敦)
皇后剧院（Queen's Theatre）是一座西区剧院，位于西敏市沙夫茨伯里大街。1907年10月8日开张，与毗邻的希克斯剧院（今吉尔古德剧院）均由W.G.R. 斯普拉格设计。
皇后剧院于1972年列为二级登录建筑。